# Tomentella subcorticioides
Tomentella subcorticioides är en svampart som beskrevs av S.S. Rattan 1977. Tomentella subcorticioides ingår i släktet Tomentella och familjen Thelephoraceae.   Inga underarter finns listade i Catalogue of Life.